# Портарі
Портарі (рум. Portari) — село у повіті Васлуй в Румунії. Входить до складу комуни Зеподень.
Село розташоване на відстані 284 км на північний схід від Бухареста, 11 км на північ від Васлуя, 47 км на південь від Ясс, 148 км на північ від Галаца.

## Населення
За даними перепису населення 2002 року у селі проживали 727 осіб, усі — румуни. Усі жителі села рідною мовою назвали румунську.